# بروس أفليك
بروس أفليك هو لاعب هوكي الجليد كندي، ولد في 5 مايو 1954 في بينتيكتون في كندا.

## وصلات خارجية
- بروس أفليك على موقع دوري الهوكي الوطني (الإنجليزية)
- بروس أفليك على موقع EliteProspects.com (الإنجليزية)
- بروس أفليك على موقع HockeyDB.com (الإنجليزية)
- بروس أفليك على موقع Hockey-Reference.com (الإنجليزية)